# Dasydytes crassus
Dasydytes crassus är en djurart som tillhör fylumet bukhårsdjur, och som beskrevs av A. Greuter 1917. Dasydytes crassus ingår i släktet Dasydytes och familjen Dasydytidae. Inga underarter finns listade i Catalogue of Life.